# Grčija
Grčija (grško Ελλάδα, Elláda), uradno Helenska republika (Ελληνική Δημοκρατία, Ellinikí Dimokratía), znana že od antičnih časov kot Helada (grško Ελλάς, Ellas), je država v jugovzhodni Evropi. Po podatkih popisa 2021 ima Grčija okoli 10,4 milijona prebivalcev. Glavno in največje mesto so Atene. Solun, ki je drugo največje mesto, pa pogosto navajajo kot "soglavno mesto" ali drugo prestolnico.
Strateško je Grčija na križišču Evrope, Azije in Afrike na južni konici Balkanskega polotoka. Na kopnem meji z državami Albanijo, Severno Makedonijo, Bolgarijo in Turčijo. Grčijo sestavlja devet geografskih območij: Makedonija (s polotokom Halkidika) Osrednja Grčija (z Beocijo in Atiko ter Evbojo), Tesalija, Epir, Peloponez, Egejski otoki (vključujejo Dodekanez in Kiklade), Trakija, Kreta in Jonski otoki. Egejsko morje leži vzhodno od celine, Jonsko morje na zahodu in Sredozemsko morje na jugu. Grčija ima s 13.676 km tretjo najdaljšo obalo v Sredozemlju, takoj za Italijo in Španijo, in enajsto najdaljšo obalo na svetu z veliko otoki, od katerih je 227 naseljenih. 80 odstotkov Grčije je gorate, najvišji vrh je Olimp z 2197 m višine.
Grčija ima zgodovino podobno dolgo kot Italija (Rimski imperij) ali Egipt. Svoje korenine ima v civilizacijah antične Grčije. Zapuščina vključuje demokracijo, zahodno filozofijo, olimpijske igre, zahodno literaturo, zgodovinopisje, politične vede, večja znanstvena in matematična načela, dramatiko s tragedijo in komedijo. Po stoletjih neodvisnosti je v 4. stoletju pr. n. št. grške mestne države poenotil Filip II. Makedonski. Njegov sin Aleksander Veliki je osvojil velik del antičnega sveta in razširil grško kulturo in znanost iz vzhodnega Sredozemlja. V 2. stoletju pr. n. št. je bila priključena Rimu, ker je postala sestavni del rimskega imperija in bila jedro njegovega naslednika, Bizantinskega cesarstva. Grška pravoslavna cerkev, zakoreninjena v 1. stoletju, je oblikovala sodobno grško identiteto in prenaša grške tradicije v širši pravoslavni svet do reke Ind. Pod otomansko oblastjo sredi 15. stoletja je država Grčija nastala leta 1830 po vojni za neodvisnost. Bogata zgodovina v državi se kaže v 17 krajih, ki so na seznamu Unescove svetovne dediščine, kar je največ v Evropi in na svetu.
Grčija je demokratična in razvita država z naprednim gospodarstvom, visoko kakovostjo življenja in zelo visokim življenjskim standardom. Je ustanovna članica Združenih narodov. Bila je deseta država, ki se je pridružila Evropski skupnosti (predhodnica Evropske unije), in je del evrskega območja od leta 2001. Prav tako je članica številnih drugih mednarodnih ustanov, kot so Svet Evrope, NATO, OECD, OIF, OVSE in WTO. Grčija je ena največjih ladijskih sil na svetu srednje moči, glaven turistični cilj, ima največje gospodarstvo na Balkanu, kjer je pomembna vlagateljica.

## Etimologija
Ime za grški narod Grčije in grške ljudi se razlikuje od imen, ki se uporabljajo v drugih jezikih in kulturah. Čeprav Grki imenujejo državo Hellas ali Ellada (grško Ἑλλάς ali Ελλάδα) in je njeno uradno ime Helenska republika, se v angleščini in večini drugih jezikov imenuje Grčija, kar izvira iz latinskega izraza Graecia iz rimskega obdobja in dobesedno pomeni "dežela Grkov", kar izhaja iz grškega imena Γραικός.

## Zgodovina
Zgodovina Grčije zajema obdobje skoraj petih tisočletij. Grška zgodovina se lahko razdeli na šest glavnih obdobij:
- od začetka kretske kulture prek trojanskih vojn do začetka štetja olimpijskih iger leta 776 pr. n. št.;
- vzpon in zaton atenske demokracije, 776 do 323 pr. n. št.; v tem času je klasična Helada ogromno prispevala k zahodni kulturi. To obdobje se konča s smrtjo Aleksandra Velikega;
- obdobje helenizma, 323 do 146 pr. n. št., ko se grška kultura razširi po celotnem Sredozemlju;
- od zmage Rimljanov do razdelitve rimskega imperija, 146 pr. n. št. do 395 n. št.;
- Grčija pod bizantinsko in turško oblastjo;
- grški boj za neodvisnost do začetka 19. stoletja in neodvisna država.

### Antično in klasično obdobje
Najzgodnejši dokazi o prisotnosti človeka na južnem Balkanu so datirani v 270.000 pr. n. št. in jih je mogoče najti v jami Petralona v grški pokrajini Makedonija. Vsa tri obdobja kamene dobe (paleolitik, mezolitik in neolitik) so zastopana v Grčiji, na primer v jami Franchthi. Neolitske naselbine v Grčiji, ki datirajo v 7. tisočletje pr. n. št., so najstarejše v Evropi, saj leži Grčija na poti, po kateri se je kmetovanje širilo iz Bližnjega vzhoda v Evropo.
Grčija je sedež prvih naprednih civilizacij v Evropi in zibelka zahodne civilizacije, ki se začnejo s kikladsko civilizacijo na otokih v Egejskem morju okoli 3200 pr. n. št., minojsko civilizacijo na Kreti (2700–1500 pr. n. št.) in mikensko civilizacijo na celini (1900–1100 pr. n. št.). Te civilizacije so poznale pisavo. Minojska pisava je znana kot linearna pisava A, mikenska kot linearna pisava B, zgodnja oblika grščine. Mikenci so postopoma absorbirali Minojce, ampak propadli so nasilno okoli 1200 pr. n. št. med regionalnimi prevrati, znanih kot bronastodobni kolaps. To je bil začetek obdobja, ki je bilo znano kot grška temna doba ali grški srednji vek, iz katerega ni zapisov. 
Konec temnega srednjega veka je običajno datiran v 776 pr. n. št., v leto prvih olimpijskih iger. Za Iliado in Odisejo, temeljni besedili zahodne literature, verjamejo, da ju je Homer napisal v 8. ali 7. stoletju pr. n. št.. Ob koncu temnega srednjega veka so se po grškem polotoku pojavila različna kraljestva in mestne državice, ki so se razširile ob obalah Črnega morja, v južni Italiji (latinsko Magna Graecia ali Velika Grčija) in Mali Aziji. Te države in njihove kolonije so dosegle raven blaginje, ki je povzročila izjemen kulturni razcvet. Klasična Grčija je izražena v arhitekturi, dramatiki, znanosti, matematiki in filozofiji. Leta 508 pr. n. št. je Klejsten ustanovil prvi demokratični sistem vladanja v Atenah.
Od 500 pr. n. št. je perzijski imperij nadzoroval grške mestne države v Mali Aziji in ozemeljske pridobitve na Balkanu in v vzhodni Evropi. Poskusi nekaterih grških mestnih maloazijskih državic strmoglaviti perzijsko oblast so imeli za posledico, da je Perzija vdrla na celinsko Grčijo leta 492 pr. n. št., a se je bila prisiljena umakniti po porazu v bitki pri Maratonu 490 pr. n. št.. Drugi vdor Perzijcev je bil 480 pr. n. št.. Kljub junaškemu odporu Špartancev in drugih Grkov pod vodstvom kralja Leonidasa pri Termopilah in hkratnemu pomorskemu sodelovanju pri Artemiziji je bila zasedena in perzijske sile so uničile Atene. Po odločilnih grških zmagah 480 in 479 pr. n. št. pri Salamini, Platajah in Mikalah so bili Perzijci že drugič prisiljeni se umakniti z vseh evropskih ozemelj. Pod vodstvom Aten in Šparte so grške zmage v grško-perzijskih vojnah veljale za ključni trenutek v zgodovini sveta. 50 let miru, ki so sledila, so znana kot zlata doba Aten, ključno obdobje antične Grčije, ki je temelj zahodne civilizacije.
Pomanjkanje politične enotnosti v Grčiji ima za posledico pogoste spopade med grškimi državami. Najbolj uničujoča je bila peloponeška vojna (431–404 pr. n. št.), ko je zmagala Šparta in po propadu atenskega imperija vodilna sila v antični Grčiji. Atene in Šparto so nato zasenčile Tebe in sčasoma Makedonija, ki je združila grški svet v Korintsko ligo (znano tudi kot Helenska ali Grška liga) pod vodstvom Filipa II., ki je bil izvoljen za voditelja prve enotne grške države v zgodovini.
Po umoru Filipa II. je njegov sin Aleksander III. Veliki prevzel vodstvo Korintske lige in leta 334 začel vdirati v perzijski imperij z združenimi močmi vseh grških držav. Neporažen v bitkah je Aleksander osvojil celoten perzijski imperij 330 pr. n. št.. Do svoje smrti leta 323 pr. n. št. je ustvaril enega največjih imperijev v zgodovini, ki se je raztezal od Grčije do Indije. Njegov imperij je bil po njegovi smrti razdeljen na več kraljestev, od katerih so najbolj znana Selevkidsko cesarstvo, Ptolemajski Egipt, Grško-Baktrijsko kraljestvo in Indo-Grško kraljestvo. Številni Grki so se preselili v Aleksandrijo, Antiohijo, Selevkijo in mnoga druga nova helenistična mesta v Aziji in Afriki. Čeprav ni bilo mogoče ohraniti politične enotnosti Aleksandrovega imperija, je povzročil širjenje grškega jezika in grške kulture na ozemljih, ki jih je osvojil Aleksander. Grška znanost, tehnologija in matematika so dosegle svoj vrhunec v helenističnem obdobju.

### Helensko in rimsko obdobje (323 pr. n. št.–4. st. n. št.)
Po obdobju zmede po Aleksandrovi smrti je Antigonidska rodbina, potomci enega od Aleksandrovih generalov, 276 pr. n. št. ustanovila nadzor nad makedonskimi in večino grških mestnih državic.  Od približno 200 pr. n. št. je Rimska republika postala vse bolj vključena v grške zadeve in se ukvarjala z vojnami z Makedonci. Poraz Makedoncev je v bitki pri Pidni 168 pr. n. št. nakazal konec moči Antigonidov v Grčiji. Leta 146 pr. n. št. je bila Makedonija kot provinca dodana Rimu, preostala Grčija pa je postala rimski protektorat.
Proces je bil končan leta 27 pr. n. št., ko je rimski cesar Avgust zasegel preostanek Grčije in ustanovil provinco Ahajo (latinsko provincia populi Romani). Kljub vojaški premoči so Rimljani občudovali dosežke grške kulture, ki je nanje močno vplivala. Horacij je izjavil: Graecia capta Ferum victorem cepit ("Grčija, čeprav zajeta, je divja osvajalka iz ujetništva"). Homerjevi epi so navdihnili Virgilijevo Eneido in pisatelji, kot je bil Lucij Anej Seneka, so pri pisanju uporabljali grški slog. Rimski junaki, kot je Publij Kornelij Scipion Afriški, so večinoma študirali filozofijo in obravnavali grško kulturo in znanost kot primer, ki ga je treba upoštevati. Podobno je večina rimskih cesarjev občudovala grške stvari v naravi. Rimski cesar Neron je obiskal Grčijo leta 66 in nastopal na antičnih olimpijskih igrah, kljub pravilu, da negrški udeleženci ne smejo nastopati. Hadrijan je prav tako oboževal Grke. Preden je postal cesar, je služboval kot istoimenski arhon Aten.
Grško govoreče skupnosti na heleniziranem vzhodu so bile ključnega pomena pri širjenju zgodnjega krščanstva v 2. in 3. stoletju in krščanski zgodnji voditelji in pisci (predvsem Sveti Pavel) so bili večinoma grško govoreči, čeprav ne nujno iz Grčije same. Nova zaveza je bila napisana v grščini in nekateri njeni deli (poslanice Korintčanom, Tesalčanom, Filipljanom, Razodetje svetega Janeza Patmosa) potrjujejo pomen cerkve v Grčiji v zgodnjem krščanstvu. Kljub temu pa se je velik del Grčije vztrajno oklepal poganstva in starogrške verske prakse so bile še vedno v modi v poznem 4. stoletju n. št., ko jih je prepovedal rimski cesar Teodozij I. leta 391–392. Zadnje olimpijske igre so bile leta 393, številni templji so bili uničeni ali poškodovani v naslednjem stoletju. V Atenah in podeželskih območjih je bilo poganstvo potrjeno še v 6. stoletju in tudi pozneje. Zaprtje Neoplatonske akademije v Atenah, ki jo je dal zapreti cesar Justinijan I. leta 529, je po mnenju mnogih zaznamovala konec antike, čeprav so dokazi, da je akademija nadaljevala svoje dejavnosti še nekaj časa po tem. Nekatera oddaljena območja, kot je bil jugovzhodni Peloponez, so ostala poganska še v 10. stoletju.

### Srednji vek (4. st.–1453)
Rimski imperij na vzhodu je bil po padcu imperija na zahodu v 5. stoletju znan kot Bizantinsko cesarstvo (vendar se je v tistem času preprosto imenoval "Rimski imperij") in se je obdržal do leta 1453. S svojim glavnim mestom Konstantinoplom sta bila njegov jezik in literarna kultura grška, religija pa pretežno vzhodno ortodoksno krščanstvo.
Od 4. stoletja je balkanski del ozemlja cesarstva, tudi Grčija, trpel zaradi vpadov barbarov. Po napadih in opustošenju Gotov in Hunov v 4. in 5. stoletju ter slovanskem vdoru v Grčijo v 7. stoletju je cesarska oblast na grškem polotoku padla. Po slovanskem vdoru je cesarska vlada ohranila nadzor samo na otokih in obalnih območjih, zlasti v gosto naseljenih obzidanih mestih, kot so Atene, Korint in Solun, medtem ko so se nekatera gorska območja v notranjosti osamosvojila in priznala cesarsko oblast. Zunaj teh območij se je pojavilo omejeno število slovanske poselitve.
Bizantinska povrnitev izgubljenih provinc se je začela proti koncu 8. stoletja in večina grškega polotoka je bila pod cesarskim nadzorom v 9. stoletju. Ta postopek je bil olajšan z velikim pritokom Grkov s Sicilije in Male Azije na grški polotok, medtem ko so veliko Slovanov ujeli in jih naselili v Mali Aziji, tiste pa, ki so ostali, so asimilirali. Med 11. in 12. stoletjem je vrnitev stabilnosti povzročila, da je grški polotok gospodarsko rastel in postal veliko močnejši od anatolskega dela imperija.
Po četrti križarski vojni in padcu Konstatinopla pod Latini leta 1204 je bila celinska Grčija razdeljena na grški despotat Epir (naslednik bizantinske države) in Franke (znane kot frankokracija), medtem ko so nekateri otoki prišli pod Beneško republiko. Ponovna vzpostavitev bizantinske cesarske prestolnice v Konstantinoplu leta 1261 je okrepila imperij na velikem delu grškega polotoka, ne pa frankovske kneževine Ahaja na Peloponezu in grškega despotata Epir na severu, oba sta ostala pomembna regionalna oblast do 14. stoletja, medtem ko so otoki ostali večinoma pod genovskim in beneškim nadzorom.
V 14. stoletju so velik del grškega polotoka najprej zasedli Srbi in nato Turki. Do začetka 15. stoletja je prihod Otomanov pomenil, da je bilo bizantinsko ozemlje v Grčiji omejeno predvsem na takrat največje mesto Solun in na Peloponez (despotat Moreja). Po padcu Konstantinopla pod Turki leta 1453 je bila Moreja zadnji ostanek bizantinskega cesarstva. Tudi ta je padla pod Turke leta 1460 in s tem je bila dokončana otomanska osvojitev celinske Grčije. Mnogo bizantinskih grških učenjakov, ki so do takrat skrbeli za ohranjanje klasičnega grškega znanja, je pobegnilo na zahod, z njimi je odšlo veliko literature in s tem so bistveno prispevali k renesansi. 

### Osmansko obdobje (15. st.–1821)
Medtem ko je bila večina celinske Grčije in egejskih otokov pod osmanskim nadzorom od konca 15. stoletja, sta Ciper in Kreta ostala beneško ozemlje do leta 1571 in 1670. Edini del grško govorečega sveta, ki je dolgoročno pobegnil osmanski oblasti, so bili Jonski otoki, ki so ostali beneški do leta 1797, ko jih je zajela prva francoska republika, nato pa so bili leta 1809 preneseni v Združeno kraljestvo, dokler niso bili leta 1864 priključeni Grčiji. 
Medtem ko so Grki na Jonskih otokih in v Konstantinoplu živeli v blaginji, imeli položaje moči v osmanski upravi, je veliko prebivalcev celinske Grčije čutilo gospodarske posledice otomanskega osvajanja. Uveljavljeni so bili visoki davki. V poznejših letih je Osmansko cesarstvo uvedlo politiko oblikovanja dednih posestev in so podeželske grške prebivalce spremenili v sužnje.
Grška pravoslavna cerkev in ekumenski patriarhat Konstantinopla sta bila vladajoča oblast celotnega pravoslavnega krščanskega prebivalstva Osmanskega cesarstva ali etnične Grčije. Čeprav osmanska država ni silila nemuslimanov, da bi se spreobrnili v islam, so se kristjani spoprijemali z vrsto diskriminacij in posledično prevzeli islam, čeprav le navidezno. V 19. stoletju se je veliko "kriptokristjanov" vrnilo k svoji stari verski pripadnosti.
Narava otomanske uprave je Grčijo spreminjala, čeprav je bila vedno arbitrarna in pogosto kruta. Nekatera mesta so imela guvernerje, ki jih je imenoval sultan, medtem ko so bila druga (kot Atene) samoupravne občine. Gorske regije v notranjosti in številni otoki so ostali dejansko neodvisni od osrednje otomanske države.
V vojaških spopadih med Otomanskim cesarstvom in drugimi državami so se Grki po navadi borili proti imperiju. Pred grško revolucijo so bili številni upori proti Turkom, bitka pri Lepantu leta 1571, upori Epira 1600–1601, morejska vojna 1684–1699 in orlov revolt leta 1770, katerega namen je bil razpad Otomanskega cesarstva v korist ruskih interesov. Te vstaje so bile zatrte z veliko prelivanja krvi.
16. in 17. stoletje se obravnavata kot nekakšno "temno obdobje" v grški zgodovini zaradi poskusov strmoglavljenja otomanske vladavine. Krf je prestal tri glavna obleganja leta 1537, 1571 in 1716, vsa so bila odbita. V 18. stoletju je s pomočjo ladijskega bogastva nastal razpršen grški trgovski razred. Trgovci so obvladovali trgovino v Otomanskem cesarstvu, vzpostavili skupnosti po vsem Sredozemlju, Balkanu in Zahodni Evropi. Čeprav je otomansko osvajanje odrezalo Grčijo od pomembnih evropskih intelektualnih gibanj, kot sta bila reformacija in razsvetljenstvo, so te ideje skupaj z ideali francoske revolucije in romantičnega nacionalizma začele prodirati po grškem svetu prek trgovske skupnosti. V poznem 18. stoletju je Rigas Feraios, prvi revolucionarni predstavnik neodvisne grške države, objavil vrsto dokumentov, ki so se nanašali na grško neodvisnost, z državno himno in prvim podrobnim zemljevidom Grčije. Leta 1798 so ga na Dunaju umorili otomanski agenti.

### Grška osamosvojitvena vojna (1821–1832)
Leta 1814 je bila ustanovljena skrivnostna organizacija Filiki Eteria (Društvo prijateljev) z namenom osvoboditi Grčijo. Načrtovala je začetek revolucije na Peloponezu, v podonavskih kneževinah in Konstantinoplu. Prvi od teh uporov se je začel 6. marca 1821 v donavskih kneževinah pod vodstvom Aleksandrosa Ipsilantisa, vendar so ga Turki kmalu zatrli. Dogodki na severu so spodbudili Grke na Peloponezu in 17. marca 1821 so prebivalci regije Mani napovedali vojno Turkom.
Do konca meseca se je Peloponez upiral Turkom in oktobra 1821 so Grki pod vodstvom Teodorosa Kolokotronisa zasedli Tripoli. Peloponeškemu uporu je hitro sledil upor na Kreti, v Makedoniji in srednji Grčiji, a so bili kmalu zatrti. Medtem je bila grška mornarica uspešna proti osmanski mornarici v Egejskem morju in preprečila Turkom dovažati okrepitve po morju. Leta 1822 in 1824 so Turki in Egipčani opustošili otoke, tudi Hios in Psaro, ter pobili na tisoče prebivalcev. To je spodbudilo, da se je javno mnenje v zahodni Evropi nagnilo v korist grških upornikov.
Med različnimi grškimi frakcijami so se kmalu razvile napetosti, kar je povzročilo dve zaporedni državljanski vojni. Otomanski sultan se je pogadil z Mohamedom Alijem Egiptovskim, ki je poslal svojega sina Ibrahima pašo v Grčijo z vojsko zatret upor v zameno za teritorialni dobiček. Ibrahim je pristal na Peloponezu februarja 1825 in bil zelo uspešen: do konca leta 1825 je bila večina Peloponeza pod egiptovskim nadzorom. Mesto Misolongi so oblegali Turki od aprila 1825 do aprila 1826. Čeprav je bil Ibrahim poražen v Mani, mu je v glavnem uspelo zatreti upor na Peloponezu in v Atenah.
Po letih pogajanj so tri velesile, Rusija, Velika Britanija in Francija, odločile, da bodo posredovale v spopadu in poslale mornarico v Grčijo. Po novici, da bo otomansko-egiptovska flota napadla grški otok Hidra, je zavezniška flota prestregla otomansko-egiptovsko pri Navarinu. Po enotedenskih bojih je bila otomansko-egiptovska flota uničena. Francoske ekspedicijske sile so nadzorovale evakuacijo egiptovske vojske s Peloponeza, medtem ko so Grki leta 1828 nadaljevali zasedbo dela osrednje Grčije. Posledica večletnih pogajanj je bila grška država in končno priznana po Londonskem protokolu leta 1830.

### Kraljevina Grčija
Leta 1827 je bil Ioanis Kapodistrias s Krfa izbran za prvega guvernerja prve Helenske republike. Po njegovem umoru leta 1831 in konferenci leto pozneje so velesile Velike Britanije, Francije in Rusije razglasile bavarskega princa Otona Wittelsbaškega kot monarha. Leta 1843 je vstaja prisilila kralja, da je sprejel ustavo in predstavniški svet.
Zaradi svoje diktatorske vladavine je bil leta 1862 odstavljen in leto pozneje nadomeščen z danskim princem Viljemom, ki je prevzel ime Jurij I. in prinesel s seboj Jonske otoke kot darilo Velike Britanije. Leta 1877 je Harilaos Trikupis, ki je bil zaslužen za izboljšanje infrastrukture v državi, omejil moč monarhije v skupščini z nezaupnico do morebitnega premierja.
Korupcija in Trikupisova povečana poraba za gradnjo potrebne infrastrukture, kot je bil Korintski prekop, sta preveč obdavčili šibko grško gospodarstvo. Leta 1893 je bil prisiljen v izjavo o javni insolventnosti in sprejetje mednarodnega finančnega nadzora, da bi država poplačala dolžnike v državi. Drugo politično vprašanje v 19. stoletju v Grčiji je bilo nedvomno grščina: vprašanje jezika. Ljudje so govorili ljudski jezik. Za izobraženo elito je bilo to kmečko narečje in so bili odločeni, da obnovijo slavo stare grščine.
Vladni dokumenti in časopisi so uporabljali prečiščeno grščino, ki jo je lahko brala le peščica navadnih Grkov. Liberalci so dajali prednost ljudskemu jeziku kot državnemu jeziku, a so se konservativci in pravoslavna cerkev temu upirali. Ko je bila leta 1901 Nova zaveza prevedena v ljudski jezik, so izbruhnili nemiri v Atenah in padla je vlada (evangeliaka). Vse do leta 1970 je to vprašanje pestilo grške politike.
Vsi Grki so bili odločeni, da osvobodijo grško govoreče province Otomanskega cesarstva ne glede na njihovo narečje. Še posebej na Kreti je bil leta 1866–1869 podaljšan upor prepojen z nacionalistično gorečnostjo. Ko je izbruhnila vojna med Rusijo in Turki leta 1877, se je Grčija postavila na stran Rusije, a je bila prerevna in zaskrbljena zaradi britanskega vmešavanja, da bi uradno vstopila v vojno. Leta 1881 so Tesalija in majhni deli Epirja po berlinski pogodbi pripadli Grčiji, upanje, da bodo dobili Kreto, pa je bilo majhno.
Grki na Kreti so nadaljevali redne upore in leta 1897 je grška vlada pod Teodorom Deligianisom popustila splošnemu pritisku in napovedala vojno Turkom. V grško-turški vojni leta 1897 je bila slabo usposobljena in opremljena grška vojska poražena. S posredovanjem velesil je Grčija izgubila le območje ob meji s Turčijo, medtem ko je Kreta postala samostojna država v Kraljevini Grčiji.

### Svetovne vojne in nastajajoča republika
Ob koncu balkanskih vojn se je obseg ozemlja in prebivalstva Grčije povečal. V naslednjih letih je boj med kraljem Konstantinom I. in karizmatičnim premierjem Elefteriosom Venizelosom glede zunanje politike države na predvečer prve svetovne vojne obvladoval politično sceno v državi in razdelil državo v dve nasprotujoči si skupini. Med prvo svetovno vojno je imela Grčija dve vladi; rojalistično pronemško vlado v Atenah in venizelistično probritansko v Solunu. Vladi so združili leta 1917, ko je Grčija uradno vstopila v vojno na strani antante.
Pri odpravi posledic prve svetovne vojne se je Grčija poskušala širiti v Malo Azijo, ki je imela veliko grškega prebivalstva, vendar je bila poražena v grško-turški vojni leta 1919–1922. Poraz je povzročil množični beg Grkov iz Male Azije. Ti dogodki so se prekrivali z grškim genocidom (1914–1922) v obdobju, v katerem so po različnih virih otomanski in turški uradniki povzročili smrt več sto tisoč azijskih Grkov. Množični beg Grkov iz Male Azije je bil stalen in se je razširil z uradno izmenjavo prebivalstva med Grčijo in Turčijo. Izmenjava je bila del pogojev pogodbe iz Lozane, ki je končala vojno. 
Naslednje obdobje je bilo zaznamovano z nestabilnostjo, saj je bilo treba več kot 1,5 milijona grških beguncev iz Turčije vključiti v grško družbo. Ker je pojem "Grki" temeljil na veri (kapadokijski, pontski in negrški privrženci grškega pravoslavja), so izmenjavali vse. Mnogi begunci niso znali jezika. Močno so povečali število prebivalstva, saj je bilo beguncev več kot četrtina prvotnega prebivalstva Grčije. Pontske in kapadokijske Grke so naselili v makedonskih gorah, kjer bi se lažje prilagodili in naučili ljudskega jezika, Negrke pa na grške otoke in mesta, v katerih so že bili prilagojeni.
Po katastrofalnih dogodkih v Mali Aziji je bila monarhija ukinjena z referendumom leta 1924. Razglašena je bila druga Helenska republika. Premier Georgios Kondilis je prevzel oblast leta 1935 in učinkovito odpravil republiko ter vrnil monarhijo z referendumom leta 1935. Državni udar je bil leta 1936 in Joanis Metaksas je postal voditelj diktatorskega režima, znanega kot režim 4. avgusta. Grčija je, čeprav je bila diktatura, ostala v dobrih odnosih z Britanijo in se ni povezala z osjo.
28. oktobra 1940 je fašistična Italija zahtevala predajo Grčije, vendar jih je grška uprava zavrnila in v naslednji grško-italijanski vojni je Grčija izgnala italijanske sile v Albanijo, kar pomeni prvo zavezniško zmago nad silami osi na kopnem. Grški boj in zmaga proti Italijanom sta bila pohvaljena. Najuglednejši je citat Winstona Churchilla:
Zato ne bomo rekli, da so se Grki borili kot junaki, ampak bomo rekli, da so se junaki borili kot Grki.
Francoski general Charles de Gaulle je zelo pohvalil ognjevit grški odpor. V uradnem obvestilu je zapisal, da sovpada z grškim državnim praznovanjem dneva samostojnosti in izrazil občudovanje junaškemu grškemu odporu:
V imenu zajetih, a še vedno živih francoskih ljudi, želi Francija poslati svoje pozdrave grškim ljudem, ki se borijo za svojo svobodo. 25. marca 1941 je Grčija na vrhuncu svojega junaškega boja in slave. Vse od bitke pri Salamini Grčija ni dosegla take veličine.
Država bi morala v boj z nemškimi silami v bitki za Grčijo kljub ostremu grškemu odporu zlasti v bitki pri Metaksasovi liniji. Adolf Hitler sam je priznal hrabrost in pogum grške vojske, v svojem nagovoru v Reichstagu 11. decembra 1941 je rekel:
Zgodovinska pravičnost me prisili, da navedem, da se je od sovražnikov, ki so bili na položajih pred nami, grški vojak posebej boril z največjim pogumom. Kapituliral je šele, ko je dodaten odpor postal nemogoč in neuporaben.
Grčijo so zasedli nacisti, ki so prevzeli upravljanje v Atenah in Solunu, medtem ko so druge regije v državi prepustili fašistični Italiji in Bolgariji. Zasedba je povzročila strašne stiske grškemu civilnemu prebivalstvu. Več kot 100.000 civilistov je pozimi leta 1941 in 1942 umrlo od lakote, deset tisoče ljudi je umrlo zaradi povračilnih ukrepov nacistov in sodelavcev, gospodarstvo v državi je bilo uničeno in velika večina grških Judov deportirana in umorjena v nacističnih koncentracijskih taboriščih. Grško odporniško gibanje, eno najučinkovitejših odporniških gibanj v Evropi, se je odločno borilo proti nacistom in njihovim sodelavcem. Nemški okupatorji so s povračilnimi ukrepi povzročili številna grozodejstva, množične usmrtitve in poboje civilistov, uničevali so mesta in vasi. Z usklajenim antigverilskim delovanjem so bile stotine vasi sistematično zažgane in skoraj 1.000.000 Grkov je ostalo brez domov. Nemci so pobili okrog 21.000 Grkov, Bolgari 40.000 in Italijani 9000.
Po osvoboditvi je Grčija doživela državljansko vojno med komunističnimi in antikommunističnimi silami. Še med vojno, leta 1944, so namreč Angleži (z odobravanjem ZDA) v Grčijo poslali svoje čete, da zatrejo glavnino tamkajšnjega odporniškega komunističnega gibanja. Posledica je bila gospodarsko opustošenje in hude socialne napetosti med desničarji in predvsem komunističnimi levičarji naslednjih trideset let. V naslednjih dvajsetih letih je bila Grčija na obrobju na političnem in socialnem področju, a imela je hitro gospodarsko rast, ki jo je poganjal Marshallov načrt.
Razrešitev kralja Konstantina II. po nalogu sredinske vlade Georga Papandreuja v juliju 1965 je podaljšalo obdobje politične zmede, ki je dosegla vrh 21. aprila 1967 z državnim udarom polkovnikov. Brutalno zatrta atenska politehnična vstaja 17. novembra 1973 je dala jasno sporočilo in ustoličen je bil brigadir Dimitriosa Ioanidisa kot diktator. 20. julija 1974, ko je Turčija napadla otok Ciper, je režim propadel.
Nekdanjega premierja Konstantinasa Karamanlisa, ki je v Parizu živel v samoizgnanstvu od leta 1963, so povabili, naj se vrne, kar je začetek dobe metapolitefsi. Prve večstrankarske volitve leta 1964 so potekale ob prvi obletnici politehnične vstaje. Demokratična in republikanska ustava je bila razglašena 11. junija 1975 po referendumu, ki je izbral, da se ne obnovi monarhija.
Medtem je Andreas Papandreu ustanovil Vsehelensko socialistično gibanje (PASOK) v odgovor na Karamanlisovo konservativno stranko Nova demokracija, to sta bili dve politični tvorbi, ki sta izmenično vodili vlado. Grčija se je ponovno pridružila Natu leta 1980. Postala je deseta članica Evropske skupnosti (pozneje Evropske unije) 1. januarja 1981, ko se je začelo obdobje trajnostne rasti. Naložbe v industrijska podjetja in težka infrastruktura, sredstva iz Evropske unije in rastoči prihodki turizma, prometa in hitro rastoči storitveni sektor so dvignili standard v državi, ki je živela na nesluteni ravni. Tradicionalno napeti odnosi s sosednjo Turčijo so se izboljšali, ko sta leta 1999 zaporedna potresa prizadela oba naroda, kar je privedlo do odprave grškega veta nad ponudbo Turčiji za članstvo v EU.

### 21. stoletje
Država je sprejela evro leta 2001 in uspešno gostila poletne olimpijske igre leta 2004 v Atenah. V zadnjem času je Grčija zelo trpela zaradi recesije v poznih 2000-čih in je osrednjega pomena za evropsko krizo zaradi državnega dolga. Grška vladna kriza, varčevalna politika in posledični protesti pretresajo domače politike in redno grozijo evropskim in svetovnim finančnim trgom že od leta 2010.

## Geografija
Grčija leži v južni Evropi in jo sestavlja gorati polotok, ki štrli iz celine v morje na južnem delu Balkana, in se konča na polotoku Peloponez (ločen od kopnega s prekopom skozi Korintsko ožino). Ima strateško lego na križišču Evrope, Azije in Afrike. Zaradi zelo razvejane obale in številnih otokov ima Grčija 11. najdaljšo obalo na svetu s 13.676 km; njena kopenska meja je dolga 1160 km. Država leži približno med 34° in 42° severne zemljepisne širine in 19° in 30° vzhodne zemljepisne dolžine s skrajnimi točkami:
- severna: vas Ormenio
- južna: otok Gavdos
- vzhodna: otok Strongili
- zahodna: otok Otoni

80 odstotkov Grčije je sestavljene iz gora ali hribov, zaradi česar je država ena izmed najbolj goratih v Evropi. Olimp, mitološko bivališče grških bogov, se dviga pri Mitikasu 2917 m in je najvišji v državi. Zahodna Grčija ima številna jezera in mokrišča, Pindsko gorstvo, ki je nadaljevanje Dinarskega gorovja in doseže največjo višino 2637 m, to je gora Smolikas, ki je za Olimpom druga najvišja v Grčiji in je bila zgodovinsko velika ovira za potovanja z vzhoda na zahod.
Pindsko gorstvo se nadaljuje v srednji Peloponez, prečka otoka Kitera in Antikitera in se nadaljuje v jugozahodnem Egejskem morju na otoku Kreta, kjer se konča. Otoki v Egejskem morju so vrhovi podvodnih gora, ki so bili nekoč celina. Pindsko gorstvo je značilno s svojimi visokimi, strmimi vrhovi, pogosto razkosano s številnimi soteskami in drugimi kraškimi pokrajinami. Spektakularna soteska Vikos, ki je del narodnega parka Vikos-Aoös v območju Pindov, je na seznamu Guinnessove knjige rekordov kot najgloblja soteska na svetu. Zanimivi so tudi skalni stebri Meteora, na vrhu katerih so bili zgrajeni srednjeveški grški pravoslavni samostani, ki so na seznamu Unescove svetovne dediščine.
Severovzhodna Grčija ima še visoko gorsko območje, območje Rodopov, ki se širijo po vsej regiji Vzhodne Makedonije in Trakije. To območje je pokrito z velikimi, starimi pragozdovi, vključno slavnim gozdom Dadia v regiji Evros na skrajnem severovzhodu države.
Prostrane ravnine so v Tesaliji, osrednji Makedoniji in Trakiji. So ključne gospodarske regije, saj so med redkimi njivskimi površinami v državi. Redke vrste morskih živali, kot so tjulnji in glavata kareta, živijo v morjih okoli celinske Grčije, medtem ko so strnjeni gozdovi dom ogroženega rjavega medveda, risa, srnjadi in divje koze.

### Otoki
Grčija ima veliko otokov, med 1200 in 6000, odvisno od opredelitve, od katerih je 227 naseljenih. Kreta je največji in najbolj naseljen otok; Evboja je ločena od kopnega le 60 m v ožini Evripus in je drugi največji, nato Lezbos in Rodos.
Grški otoki so običajno združeni v skupine: Saronski otoki v Saronskem zalivu v bližini Aten, Kikladi, velika in gosta skupina v osrednjem delu Egejskega morja, Severni egejski otoki, ohlapna skupina otokov je ob zahodni obali Turčije, Dodekanez, ohlapna skupina na jugovzhodu med Kreto in Turčijo, Sporadi, majhna tesna skupina med obalo severovzhodne Evboje in Jonskimi otoki, ki so na zahodnem delu celine v Jonskem morju. 

### Podnebje
Grčija ima sredozemsko podnebje, to je blago z mokrimi zimami in vročimi, suhimi poletji. Tako je v vseh obalnih mestih, tudi v Atenah, na Kikladih, Dodekanezu, Kreti, Peloponezu, Jonskih otokih in delih osrednje celinske Grčije. Pindsko gorovje močno vpliva na podnebje, saj so območja zahodno od gorovja precej bolj mokra (zaradi večje izpostavljenosti jugozahodnemu sistemu, ki prinaša vlago) kot območja, ki ležijo vzhodno od gorovja.
Gorati predeli severozahodne Grčije (deli Epira, osrednja Grčija, Tesalija, zahodna Makedonija) in osrednjega dela Peloponeza, tudi deli Ahaje, Arkadije in Lakonije imajo alpsko podnebje z velikimi količinami snega. Deli celinske severne Grčije, osrednja in vzhodna Makedonija, Trakija imajo zmerno podnebje s hladnimi, vlažnimi zimami in vročimi, suhimi poletji s pogostimi nevihtami. Snežne padavine so vsako leto v gorah in severnih območjih, kratke snežne padavine pa tudi v nizko ležečih južnih predelih, kot so Atene.

### Ekologija
Fitogeografsko spada Grčija v borealno kraljestvo in med vzhodno sredozemsko provinco sredozemske regije ter ilirsko provinco borealne regije. Po podatkih Svetovne fundacije za naravo in Evropske agencije za okolje lahko ozemlje Grčije razdelimo v šest ekoloških regij: ilirski listnati gozdovi, Pindsko gorstvo z mešanimi gozdovi, balkanski mešani gozdovi, rodopski gorski mešani gozdovi, Egejsko morje in zahodnoturški sklerofilni ter mešani gozdovi in kretski sredozemski gozdovi.

## Upravna razdelitev
Od reforme Kallikratov program, ki je začela veljati 1. januarja 2011, je Grčija sestavljena iz trinajstih regij, razdeljenih na skupno 325, od leta 2019 332 (program Kleisthenis I), občin. 54 starih prefektur in uprav na ravni prefektur je bilo večinoma ohranjenih kot podenote regij. Sedem decentraliziranih uprav združuje eno do tri regije za upravne namene na regionalni osnovi. Gora Atos (grško: Agio Oros, "Sveta gora"), ki meji na območje Osrednje Makedonije, je avtonomno območje.
| \| št. \| Regija \| Glavno mesto \| Površina (km²) \| Št. prebivalcev[46] \| BDP (mrd.)[47] \| \| ---- \| ----------------------------- \| ------------ \| -------------- \| ------------------- \| -------------- \| \| 1 \| Atika \| Atene \| 3.808,10 \| 3.828.434 \| 103,334 € \| \| 2 \| Osrednja Grčija \| Lamija \| 15.549,31 \| 547.390 \| 12,530 € \| \| 3 \| Osrednja Makedonija \| Solun \| 18.810,52 \| 1.882.108 \| 34,458 € \| \| 4 \| Kreta \| Heraklion \| 8.259 \| 623.065 \| 12,854 € \| \| 5 \| Vzhodna Makedonija in Trakija \| Komotini \| 14.157,76 \| 608.182 \| 9,054 € \| \| 6 \| Epir \| Janina \| 9.203,22 \| 336.856 \| 5,827 € \| \| 7 \| Jonski otoki \| Krf \| 2.306,94 \| 207.855 \| 4,464 € \| \| 8 \| Severnoegejski otoki \| Mitilene \| 3.835,91 \| 199.231 \| 3,579 € \| \| 9 \| Peloponez \| Tripoli \| 15.489,96 \| 577.903 \| 11,230 € \| \| 10 \| Južnoegejski otoki \| Ermupoli \| 5.285,99 \| 309.015 \| 7,816 € \| \| 11 \| Tesalija \| Larisa \| 14.036,64 \| 732762 \| 12,905 € \| \| 12 \| Zahodna Grčija \| Patras \| 11.350,18 \| 679.796 \| 12,122 € \| \| 13 \| Zahodna Makedonija \| Kozani \| 9.451 \| 283.689 \| 5,564 € \| \| Št. \| Avtonomna država \| Glavno mesto \| Površina (km²) \| Št. prebivalcev \| BDP (mrd.) \| \| (14) \| Meniška skupnost na gori Atos \| Karies \| 390 \| 1.830 \| \| |                               |              |                |                 |            |
| št. | Regija                        | Glavno mesto | Površina (km²) | Št. prebivalcev | BDP (mrd.) |
| 1 | Atika                         | Atene        | 3.808,10       | 3.828.434       | 103,334 €  |
| 2 | Osrednja Grčija               | Lamija       | 15.549,31      | 547.390         | 12,530 €   |
| 3 | Osrednja Makedonija           | Solun        | 18.810,52      | 1.882.108       | 34,458 €   |
| 4 | Kreta                         | Heraklion    | 8.259          | 623.065         | 12,854 €   |
| 5 | Vzhodna Makedonija in Trakija | Komotini     | 14.157,76      | 608.182         | 9,054 €    |
| 6 | Epir                          | Janina       | 9.203,22       | 336.856         | 5,827 €    |
| 7 | Jonski otoki                  | Krf          | 2.306,94       | 207.855         | 4,464 €    |
| 8 | Severnoegejski otoki          | Mitilene     | 3.835,91       | 199.231         | 3,579 €    |
| 9 | Peloponez                     | Tripoli      | 15.489,96      | 577.903         | 11,230 €   |
| 10 | Južnoegejski otoki            | Ermupoli     | 5.285,99       | 309.015         | 7,816 €    |
| 11 | Tesalija                      | Larisa       | 14.036,64      | 732762          | 12,905 €   |
| 12 | Zahodna Grčija                | Patras       | 11.350,18      | 679.796         | 12,122 €   |
| 13 | Zahodna Makedonija            | Kozani       | 9.451          | 283.689         | 5,564 €    |
| Št. | Avtonomna država              | Glavno mesto | Površina (km²) | Št. prebivalcev | BDP (mrd.) |
| (14) | Meniška skupnost na gori Atos | Karies       | 390            | 1.830           |            |

## Gospodarstvo
Po statističnih podatkih Svetovne banke za leto 2013 je gospodarstvo Grčije 43. največje nominalno glede na bruto domači proizvod z 242 milijardami $ in 52. največje s pariteto kupne moči (PPP) z 284.000.000.000 $. Poleg tega je Grčija 15. največje gospodarstvo v 27-članski Evropski uniji. V zvezi z dohodkom na prebivalca se je Grčija uvrstila na 38. mesto oziroma 40. mesto na svetu z 21.910 $ oziroma 25.705 $ za nominalnega BDP in PPP.
Grško gospodarstvo zajema predvsem storitveni sektor (85,0 %) in industrijo (12,0 %), medtem ko kmetijstvo predstavlja 3,0 % nacionalne gospodarske proizvodnje. Pomembna grška industrija vključuje turizem (14,9 milijona mednarodnih turistov v letu 2009 jo postavlja na 7. najbolj obiskano državo v Evropski uniji in 16. na svetu po podatkih Svetovne turistične organizacije Združenih narodov) in trgovski ladijski promet (16,2 % celotne zmogljivosti na svetu, grška trgovska mornarica je največja na svetu). Država je tudi velik kmetijski proizvajalec (vključno ribištvo) v Uniji.
Z gospodarstvom, večjim kot celotno gospodarstvo Balkana, je Grčija največje gospodarstvo na Balkanu in pomembna regionalna vlagateljica. Je tudi druga največja tuja vlagateljica kapitala v Albaniji, tretja v Bolgariji, med zgornjimi tremi v Romuniji in Srbiji ter najpomembnejša trgovinska partnerica in največja tuja vlagateljica v Republiki Makedoniji. Grško telekomunikacijsko podjetje OTE je postalo močen vlagatelj v balkanskih državah.
Grčija je bila ustanovna članica Organizacije za gospodarsko sodelovanje in razvoj (OECD) in Organizacije za črnomorsko gospodarsko sodelovanje (BSEC). Leta 1979 je bil podpisan pristop države k Evropski skupnosti in enotnemu trgu, postopek je bil končan leta 1982. Grčija je bila sprejeta v ekonomsko in monetarno unijo Evropske unije 19. junija 2000 in januarja 2001 sprejela evro kot svojo valuto, ki je nadomestil grško drahmo po tečaju 340,75 drahme za evro. Grčija je tudi članica Mednarodnega denarnega sklada in Svetovne trgovinske organizacije in se uvršča na 24. mesto globalizacijskega indeksa KOF za leto 2013.

### Finančna kriza (2010–danes)
Od konca leta 2009, kar je posledica mednarodnih in lokalnih dejavnikov, ima grško gospodarstvo najhujšo krizo po ponovni vzpostavitvi demokracije leta 1974, ko je grška vlada povečala svoj primanjkljaj z ocenjenih 6 % na 12,7 % bruto domačega proizvoda (BDP).
Maja 2010 je bil grški javnofinančni primanjkljaj ponovno pregledan in ocenjen na 13,6 %, kar je bil drugi najvišji na svetu glede na BDP, Islandija je bila na prvem mestu s 15,7 % in Združeno kraljestvo tretje z 12,6 %. Javni dolg naj bi po nekaterih ocenah znašal 120 % BDP v letu 2010.
Posledica je bila mednarodno nezaupanje v sposobnost Grčije za poplačilo dolga. Da bi preprečili tako stanje, so se maja 2010 druge države evrskega območja in MDS dogovorili za reševalni sveženj pod strogimi pogoji, vključno s finančnimi reformami in nadaljnjimi varčevalnimi ukrepi. Po vseh izvedenih korakih je Grčija dosegla primarni javnofinančni presežek v letu 2013. Aprila 2014 se je vrnila na svetovni trg obveznic, saj je uspešno prodala 3 milijarde evrov vredne petletne državne obveznice z donosom 4,95 %. Po šestih letih je gospodarstvo začelo rasti v drugem četrtletju leta 2014 in je bila v evrskem območju najhitreje rastoče gospodarstvo v tretjem četrtletju. V letu 2018 je Grčija zaključila še tretji program finančne pomoči, s katerim bi se po osmih letih postavila na noge. Med krizo je bilo veliko protestov in nasilja. Grčija je od leta 2010 prejela 274 milijard evrov pomoči mednarodnih posojilodajalcev. Slovenija je Grčiji namenila pomoč v vrednosti 0,9 milijarde evrov (2,1 odstotka BDP). Grčija se zavezuje, da bo do leta 2022 zagotavljala presežek v vrednosti 3,5 odstotka BDP.

### Energetika
Električno energijo pridobivajo (skoraj polovico 48 %) z lignitom, 12 % v hidroelektrarnah in 20 % iz zemeljskega plina. 
Leta 2012 so bili obnovljivi viri energije 13,8 % celotne porabe v državi. 10 % energije iz obnovljivih virov daje sončna energija, večina pa je iz biomase in recikliranja odpadkov. V skladu z direktivo Evropske komisije o obnovljivih virih energije si Grčija prizadeva, da bi do leta 2020 pridobili 18 % energije iz obnovljivih virov.
Grčija nima jedrskih elektrarn, vendar so leta 2009 predlagali, da se raziščejo možnosti zanje.

### Kmetijstvo
Leta 2010 je Grčija pridelala največ bombaža (183.800 ton) v Evropski uniji, pistacij (8000 ton), bila je na drugem mestu po pridelavi riža (229.500 ton) in oliv (147.500 ton), tretjem po pridelavi fig (11.000 ton), mandljev (44.000 ton), paradižnika (1.400.000 ton) in lubenic (578.400 ton) in četrtem po pridelavi tobaka (22.000 ton). Kmetijstvo prispeva 3,8 % BDP države in zaposluje 12,4 % delovne sile v državi.
Grčija je glavna uporabnica skupne kmetijske politike Evropske unije. Posledica vstopa države v Evropsko skupnost je bila izpopolnitev kmetijske infrastrukture in povečanje kmetijske pridelave. Med letoma 2000 in 2007 se je ekološko kmetovanje v Grčiji povečalo za 885 %, kar je najvišji odstotek sprememb v EU.

### Pomorska industrija
Pomorski prevoz je ključna prvina grškega gospodarstva in sega že v antične čase. Danes je ladijski promet ena najpomembnejših panog v državi. Predstavlja 4,5 % BDP, zaposluje okoli 160.000 ljudi (4 % delovne sile) in je tretjina trgovinskega primanjkljaja države.
Po podatkih Združenih narodov o trgovini in razvoju (poročilo 2011) je grška trgovska mornarica največja na svetu s 16,2 % celotne zmogljivosti na svetu.
Po skupnem številu ladij je grška trgovska mornarica četrta na svetu s 3150 ladjami (od tega je 741 registriranih v Grčiji, preostalih 2409 pa v drugih pristaniščih). Grčija je na prvem mestu s tankerji in prevozom suhega razsutega tovora, četrta po številu zabojnikov in peta z drugimi ladjami. 

### Turizem
Pomemben del nacionalnega dohodka Grčija dobi s turizmom. Po statističnih podatkih Eurostata je bilo leta 2009 več kot 19,5 milijona turistov.
Velika večina obiskovalcev prihaja z evropske celine, največ iz Združenega kraljestva in Nemčije. Leta 2010 je bila najbolj obiskana Osrednja Makedonija z 18 %, nato Atika in Peloponez. Severna Grčija je najbolj obiskana, osrednja Grčija je na drugem mestu.
Leta 2014 je Grčijo obiskalo 23 milijonov turistov.

### Promet in telekomunikacije
Od leta 1980 so cestno in železniško omrežje Grčije precej posodobili. Pomembna dela vključujejo avtocesto A2 (Egnatia Odos), ki povezuje severozahodno Grčijo (Igumenica) s severno in severovzhodno Grčijo (Kipoj) in most Rio–Antirrio, najdaljši most s poševnimi zategami v Evropi (2250 m dolg), ki povezuje Peloponez od Ria (7 km iz Patrasa) do Antirria v osrednji Grčiji.
Pomembnejši projekti, ki jih končujejo, je prenova grške državne ceste 8A, ki povezuje Atene s Patrasom in naprej proti Pirgosu na zahodu Peloponeza, ki bo posodobljena avtocesta in uredili bodo nedokončane odseke avtoceste A1, ki povezuje Atene in Solun ter zgradili podzemno železnico v Solunu.
Atensko metropolitansko območje ima najsodobnejšo in najučinkovitejšo prometno infrastrukturo v Evropi, na primer atensko mednarodno letališče, avtocestno omrežje in razširjen sistem podzemne železnice.
Večina grških otokov in mnoga glavna mesta regij so povezana z letali (glavna grška letalska prevoznika sta Olympic Air in Aegean Airlines). Pomorske povezave so bile izboljšane s sodobnimi plovili visokih hitrosti, vključno s hidrogliserji in katamarani.
Železniške povezave imajo nekoliko manjšo vlogo, a so jih že razširili z novimi primestnimi železniškimi povezavami: Proastiakos okoli Aten proti letališču, Kiato in Halkidi; okoli Soluna, v smeri mesta Larisa in Edesa in okoli Patrasa. Zgrajena je tudi sodobna medmestna železniška povezava med Atenami in Solunom, marsikje v državi so posodobljene proge ali njihovi deli v dolžini 2500 km omrežja.
Sodobna digitalna informacijska in komunikacijska omrežja dosežejo vsa področja. Je več kot 35.000 km optičnih vlaken in obsežno zračno omrežje. V Grčiji je bilo leta 2011 skupaj 2.252.653 širokopasovnih priključkov. Mednarodna telekomunikacijska unija Združenih narodov uvršča Grčijo med 30 držav z visoko razvito informacijsko in komunikacijsko infrastrukturo.

## Demografija
Po podatkih Helenskega statističnega organa (ELSTAT) je bilo v letu 2011 skupno število prebivalcev v državi 10.815.197. Nataliteta v letu 2003 je bila 9,5 na 1000 prebivalcev, stopnja smrtnosti 9,6 na 1000 prebivalcev.
Grška družba se je v zadnjih nekaj desetletjih hitro spremenila. Upadla je rodnost, povečalo se prebivalstvo srednje starosti, kar sovpada s splošnim staranjem v Evropi.

### Mesta
Skoraj dve tretjini grških ljudi živi v mestih. Največji in najvplivnejši mestni središči v Grčiji sta Atene in Solun s približno 4 milijoni oziroma 1 milijonom prebivalcev. Druga vidnejša mesta z nad 100.000 prebivalci so Patras, Heraklejon, Larisa, Volos, Rodos, Joanina, Hanija in Halkida.
V spodnji preglednici so navedena največja mesta v Grčiji po številu prebivalcev na podlagi podatkov iz popisa prebivalstva maja 2011.

### Religija
Grška ustava priznava vzhodno pravoslavje kot "prevladujočo" vero v državi, hkrati pa vsem zagotavlja svobodo verskega prepričanja. Grška vlada ne vodi statistike o verskih skupinah in pri popisu ne sprašuje za versko pripadnost. Po navedbah ameriškega State Departmenta je po ocenah 97 % grških državljanov pripadnikov vzhodne grške pravoslavne cerkve.
V Eurostatu – Eurobarometer 2010 je 79 % grških državljanov odgovorilo: "Verjamemo, da je Bog." Po navedbah drugih virov 15,8 % Grkov sebe opisuje kot "zelo veren", kar je največ med vsemi evropskimi državami. Raziskava je tudi ugotovila, da le 3,5 % nikoli ni bilo v cerkvi.
Pripadniki drugih priznanih ver so še muslimani (približno 1 %), medtem ko se številke priseljencev hitro spreminjajo.
Judje so v Grčiji že več kot 2000 let. Sefardski Judje so v mestu Solun (leta 1900 jih je bilo 80.000 ali več kot polovica prebivalstva). Danes grško-judovska skupnost, ki je preživela nemško zasedbo in holokavst, šteje okrog 5500 ljudi.
Grških državljanov rimskokatoliške vere je okoli 50.000, s priseljenci približno 200.000. Tu so še stari starokolendaristi, protestanti, mednarodna cerkev trdnega evangelija in druge binkoštne cerkve grške sinode apostolske cerkve, svobodna apostolska binkoštna cerkev je največja protestantska enota v Grčiji s 120 cerkvami. V zadnjih letih so oživele manjše starogrške vere.

### Jeziki
Prvi zapis v grškem jeziku je iz 15. stoletja pr. n. št. v linearni pisavi B, ki je povezana z mikensko civilizacijo. Grščina je bila govorjena v sredozemskem svetu v antiki in je sčasoma postala uradni jezik bizantinskega cesarstva.
Med 19. in 20. stoletjem je nastal velik spor, znan kot grško jezikovno vprašanje, o tem, ali bi moral biti uradni jezik v Grčiji antični čisti jezik (katarevusa), ki je nastal v 19. stoletju in se je uporabljal kot državni in znanstveni jezik, ali ljudska oblika grškega jezika, ki se je razvila iz bizantinske grščine in bil jezik ljudstva. Spor je bil dokončno rešen leta 1976, ko je ljudski jezik postal uradni grški jezik.
Grčija je danes sorazmerno jezikovno homogena z veliko večino avtohtonega prebivalstva, ki uporablja grščino kot prvi ali edini jezik. Med grško govorečim prebivalstvom govorci, ki so prišli v Grčijo iz Male Azije po grškem genocidu, govorijo pontsko narečje in so precejšnja skupina. Kapadokijsko narečje je prišlo v Grčijo zaradi genocida, vendar je ogroženo in se komaj še govori. Avtohtona grška narečja vključujejo antično grščino, ki jo govorijo Karakačani (Sarakačani), gorski pastirji grške Makedonije in drugih delov severne Grčije. Cakonski ali tsakonski jezik, grški jezik, ki izhaja iz dorske grščine namesto jonske grščine, še vedno govorijo v nekaterih vaseh na jugovzhodnem Peloponezu.
V Grčiji so še govorci jezikov in narečij manjšin.

### Izobraževanje
Grki imajo dolgo tradicijo vrednotenja in vlaganja v izobraževanje (paideja). Paideja je bila ena najvišjih družbenih vrednot v starogrškem in helenističnem svetu. Prva evropska ustanova, ki je opisana kot univerza, je bila ustanovljena v 5. stoletju v Konstantinoplu in je delovala v različnih oblikah do padca mesta pod Turke leta 1453. Univerza v Carigradu je bila prva krščanska evropska posvetna ustanova visokošolskega izobraževanja, saj niso učili nobenega teološkega predmeta in glede na pomen svetovne univerze kot združenja študentov prva univerza na svetu.
Obvezno izobraževanje v Grčiji vključuje osnovno šolo (Δημοτικό Σχολείο, dimotikó scholeio) in gimnazijo (Γυμνάσιο). Mala šola (Παιδικός σταθμός, paidikós stathmós) je priljubljena, vendar ni obvezna. Vrtci (Νηπιαγωγείο, nipiagogeío) so obvezni za vse otroke, stare več kot štiri leta. Otroci začnejo hoditi v osnovno šolo stari šest let in jo obiskujejo šest let. V gimnazijo začnejo hoditi pri starosti 12 let, kamor hodijo tri leta.
Poobvezno srednješolsko izobraževanje Grčije je sestavljeno iz dveh vrst šol: splošne srednje šole (Γενικό Λύκειο, genikό lykeiό) in tehnično-strokovne izobraževalne šole (Τεχνικά και Επαγγελματικά Εκπαιδευτήρια, "TEE"). Poobvezno srednješolsko izobraževanje vključuje tudi zavode za poklicno usposabljanje (Ινστιτούτα Επαγγελματικής Κατάρτισης, "IEK"), ki zagotavljajo uradno, vendar nerazvrščeno stopnjo izobrazbe. Ker lahko sprejmejo diplomante obeh gymnasio (nižja srednja šola) in lykeio (srednješolska izobrazba), ti zavodi niso razvrščeni kot določena stopnja izobrazbe.
V skladu z okvirnim zakonom (3549/2007) je javna visoka šola "najvišji vzgojno-izobraževalni zavod" (Ανώτατα Εκπαιδευτικά Ιδρύματα, anótata ekpaideytiká idrýmata – "ΑΕΙ"), sestavljena iz dveh vzporednih področij: univerzitetno področje (univerze, politehnične šole, umetniške šole, splošna univerza) in tehnološko področje (tehnološki zavodi (TEI) in šola za pedagoško in tehnološko izobraževanje). Državni inštituti ponujajo poklicno usmerjeno izobraževanje (dve do tri leta), ki deluje pod vodstvom drugih ministrstev. Študenti so uvrščeni v teh zavodih glede na njihovo uspešnost pri nacionalnem preverjanju znanja, ki poteka po končanem tretjem razredu lykeio. Poleg tega se študenti, stari več kot 22 let, lahko prijavijo na Helensko splošno univerzo. Kapodistrijska univerza v Atenah je najstarejša univerza v vzhodnem Sredozemlju.
Grški izobraževalni sistem zagotavlja tudi posebne vrtce, osnovne in srednje šole za ljudi s posebnimi potrebami in težavami pri učenju. Imajo tudi posebne gimnazije in srednje šole z glasbeno, teološko in telesno vzgojo.

## Kultura
Kultura se je v Grčiji razvijala več tisoč let. Začela se je v mikenski Grčiji, se nadaljevala v klasični Grčiji, se nadaljevala v rimskem imperiju, grškem vzhodnem, vzhodnem rimskem ali bizantinskem cesarstvu. Druge kulture in narodi, kot so latinske in frankovske države, Osmansko cesarstvo, Beneška republika, Genovska republika in britanski imperij so tudi pustili vpliv v sodobni grški kulturi, čeprav imajo zgodovinarji grško vojno za neodvisnost za ponovno oživljanje Grčije in rojstvo ene, združene večplastne kulture.
Stari Grki so bili pionirji na številnih področjih, ki se opirajo na sistematiko misli, vključno z biologijo, geometrijo, zgodovino, filozofijo, fiziko in matematiko. Uvedli so pomembne literarne oblike, kot so epika in lirika, dramatika, tragedija in komedija. V svojem prizadevanju za slog in sorazmerja so Grki ustvarili ideal lepote, ki je močno vplival na zahodno umetnost. 

### Gledališče
Gledališče se je rodilo v Grčiji. Mestna državica klasičnih Aten, ki je postala pomembna kulturna, politična in vojaška moč v tistem obdobju, je bila središče, v katerem je bil ustanovljen festival, imenovan dionizije, v čast boga Dioniza. Tragedija (konec 6. stoletja pr. n. št.), komedija (486 pr. n. št.) in satira so bile tri dramatične zvrsti, ki so se pojavile prav tu.
V bizantinskem obdobju gledališka umetnost ni bila tako priljubljena. Edina oblika, ki se je ohranila, je bilo ljudsko gledališče (mimos in pantomimos) kljub sovražnosti uradne države. V otomanskem obdobju je bila glavna gledališka ljudska umetnost karagiozis. Renesansa, ki je prispevala k sodobnemu grškemu gledališču, je bila doma v beneški Kreti. Pomembna dramatika sta bila Vikentios Kornaros in Georgios Chortatzis.
Sodobno grško gledališče je bilo rojeno po grški neodvisnosti v začetku 19. stoletja in na začetku pod vplivom eptaniškega gledališča in melodrame ter italijanske opere. Gledališče svetega Jakoba na Krfu je bilo prvo gledališče in operna hiša sodobne Grčije. Tu je bila uprizorjena prva grška opera Spiridona Ksindasa Parlamentarni kandidat (na podlagi izključno grškega libreta). V poznem 19. in začetku 20. stoletja so na atenski gledališki sceni prevladovali glasbena komedija, opereta in nokturni opaznih dramatikov Spiridona Samarasa, Dioniziosa Lavrangasa, Teofrastosa Sakelaridisa in drugih.
Narodno gledališče Grčije je bilo ustanovljeno leta 1880. Pomembnejši dramatiki sodobnega grškega gledališča so: Gregorios Ksenopulos, Nikos Kazantzakis, Pantelis Horn, Alekos Sakelarios in Iakovos Kambanelis, opazni igralci so Cibele Andrianu, Marika Kotopuli, Aimilios Veakis Orestis Makris, Katina Paksinu, Manos Katrakis in Dimitris Horn. Pomembni direktorji pa Dimitris Rontiris, Aleksis Minotis in Karolos Kun.

### Filozofija
Večina zahodnih filozofskih tradicij se je začela v antični Grčiji v 6. stoletju pr. n. št.. Prvi filozofi so se imenovali "predsokratiki", živeli so pred Sokratom in pomenijo prelomnico v zahodni misli. Predsokratiki so bili iz zahodnih ali vzhodnih kolonij in le deli njihovih izvirnih spisov so ohranjeni, v nekaterih primerih le stavek.
Novo obdobje filozofije se je začelo s Sokratom. Kot sofist je v celoti zavrnil razglabljanja, ki so si jih privoščili njegovi predhodniki, njegovo izhodišče so bili misli in mnenja ljudi. Sokratove vidike je prvič združil Platon, ki je v kombinaciji z njimi mnoga načela prejšnjih filozofov razvil v celovit sistem.
Aristotel iz Stagire, najpomembnejši Platonov učenec, si s svojim učiteljem deli naslov največjega antičnega filozofa. Medtem ko je Platon skušal osvetliti in razložiti stvari z nadčutnega vidika oblik, je njegov učenec raje izhajal iz dejstev, ki so temeljili na izkušnjah. Poleg teh treh najpomembnejših grških filozofov so znani tudi filozofi iz drugih znanih šol grške filozofije, ki so jih ustanovili v tistem času, kot so stoicizem, epikurejstvo, skepticizem in neoplatonizem.
Bizantinska filozofija temelji na različnih filozofskih idejah filozofov in znanstvenikov iz bizantinskega cesarstva, še posebej med 8. in 15. stoletjem. Zanjo je bil značilen krščanski pogled na svet, a tak, ki je temeljil na idejah grških besedil Platona, Aristotela in neoplatonistov.
V sodobnem času je bil diafotismos (grško Διαφωτισμός, "razsvetljenje", "osvetlitev") grški izraz razsvetljenstva in njegovih filozofskih in političnih idej. Pomembni predstavniki so Adamantios Korais, Rigas Feraios in Teofilos Kairis.

### Mitologija
Številni bogovi starogrške religije, mitološki junaki, dogodki v antičnih grških epih (Odiseja in Iliada) in drugih delih umetnosti in literature se danes imenuje grška mitologija. Poleg verske vloge je imela mitologija starogrškega sveta tudi kozmološko vlogo, saj so poskušali pojasniti, kako je nastal in deluje svet.
Glavni bogovi starogrške religije so bili dodekateon ali dvanajst bogov, ki so živeli na vrhu gore Olimp. Najpomembnejši je bil Zevs, kralj bogov, poročen s Hero, ki je bila Zevsova sestra. Drugi grški bogovi, ki so sestavljali olimpsko dvanajsterico so bili: Demetra, Ares, Pozejdon, Atena, Dioniz, Apolon, Artemida, Afrodita, Hefajst in Hermes. V začetku je bila v dvanajsterici tudi Hestija, a je izstopila, ko je heroj Dioniz postal bog. Poleg teh dvanajstih bogov so Grki poznali tudi nimfe in druga čarobna bitja.

### Vlada
- President of the Hellenic Republic
- Minister of the Hellenic Republic
- Hellenic Parliament
- Greek National Tourism Organisation
- Greek News Agenda Newsletter

### Splošne informacije
- »Greece«, Encyclopaedia Britannica.
- »Greece«, National Geographic Traveler (guide), National Geographic.
- »Greece«. Svetovni podatkovnik (2025 izd.). Centralna obveščevalna agencija.
- »Greece«, UCB Libraries GovPubs, Colorado.
- Grčija na Open Directory Project
- »Greece«, BBC News (profile), UK, 25. december 2013.
- Greek Council for Refugees.
- Hellenic History, GR: FHW.
- Hellenism – Everything about Greece.
- History of Greece: Primary Documents
- The London Protocol of 3 February 1830
- The Greek Heritage
- Wikimedia Atlas - Greece
- Grčija na OpenStreetMap

Trgovina
- World Bank Summary Trade Statistics Greece